# 愉景灣水塘

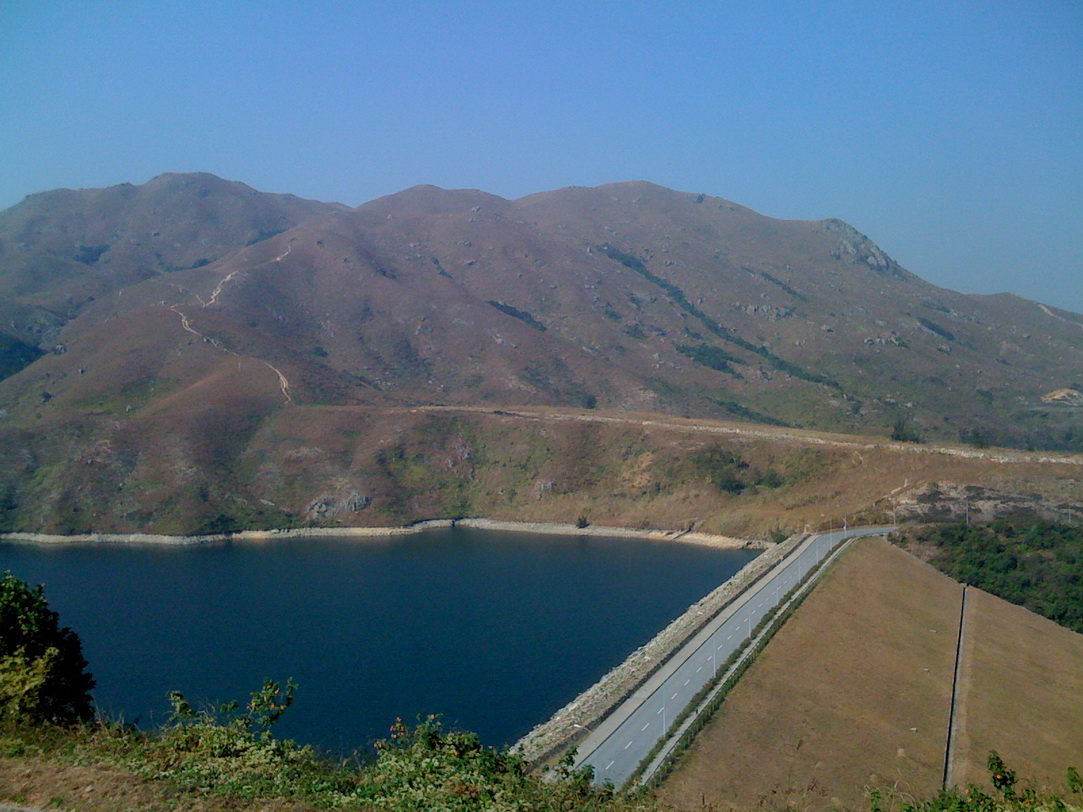
愉景灣水塘

愉景灣水塘（英語：Discovery Bay Reservoir）位於香港大嶼山愉景灣，建於1980年代初，為高尚住宅區愉景灣的私人水塘，曾為該住宅區供應食水，2000年後已改為沖廁及灌溉花卉之用。
愉景灣發展初期人口較少，若由香港水務署建供水系統，不合乎成本效益，故要求發展商自行供水，故愉景灣食水一向自給自足，水塘容量足以為25000人提供食水。直至1993年，發展商發現水塘水位不斷下降，擔心供水不足，且未能配合未來發展需要，故重新要求水務署供水。由於一向水塘水質良好，不少居民表示反對。2000年12月，在爭議聲中，水務署引入大欖涌水塘的存水，經愉景灣隧道內的輸水管道輸送給區內用戶，愉景灣水塘則只用作沖廁及灌溉花卉之用。